# Бурлацкая петля
Бурла́цкая петля́ (англ. Harness Loop — «упря́жковая петля») — петлевой временный узел, который завязывают на середине троса для создания точки крепления. При завязывании петлю необходимо делать несколько большей, чем нужно, так как узел скользит. Позволяет приложить тягу в любом направлении. Применяли в артиллерии для впрягания солдат в упряжь на холмистой и заболоченной местностях.
Узел также используют рыболовы для подвязывания поводка. Узел используют бойскауты для создания верёвочных ступеней на тросе при подъёме куда-либо.

## Способ завязывания

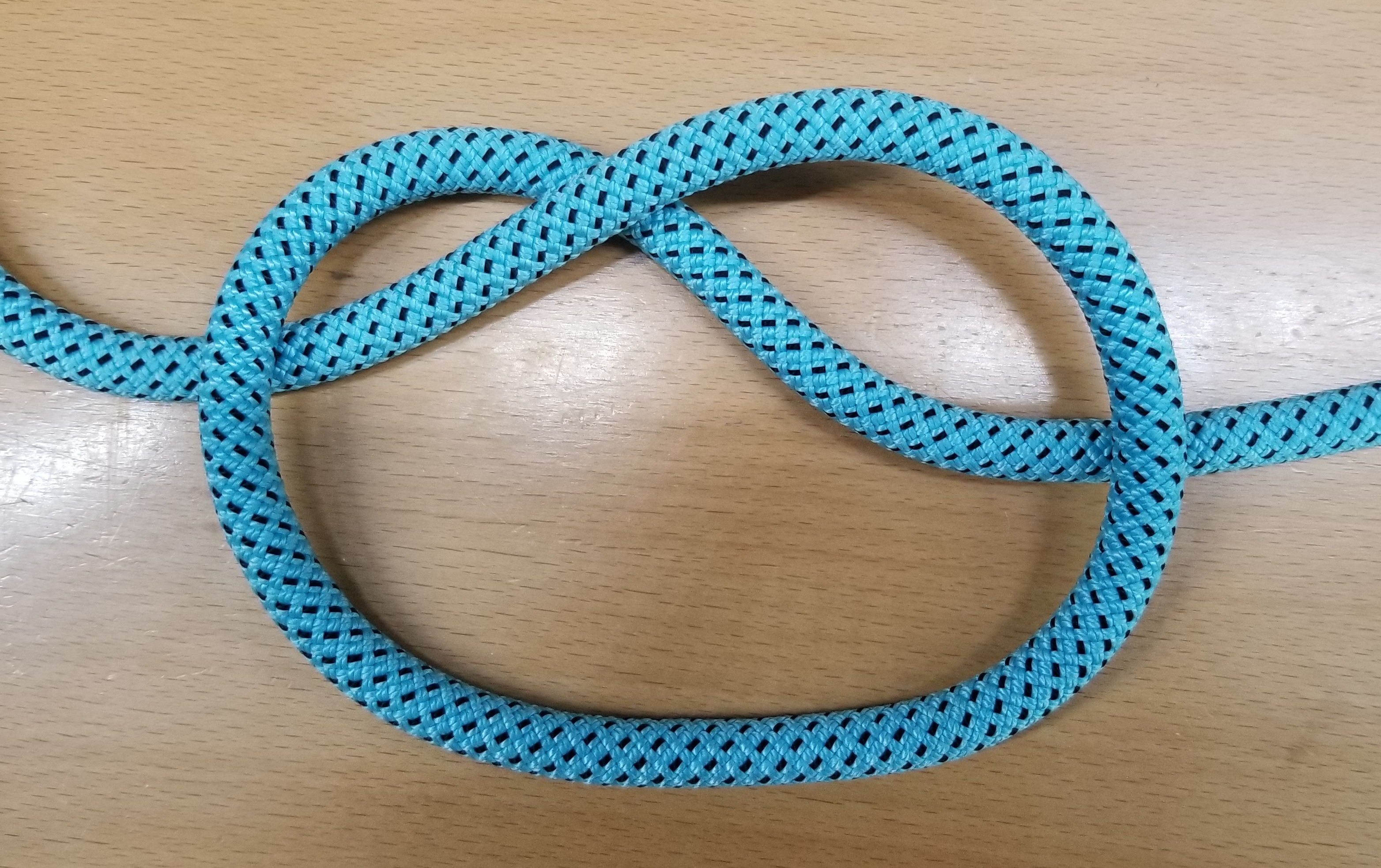
1. Сделать колы́шку и наложить её на середину верёвки.
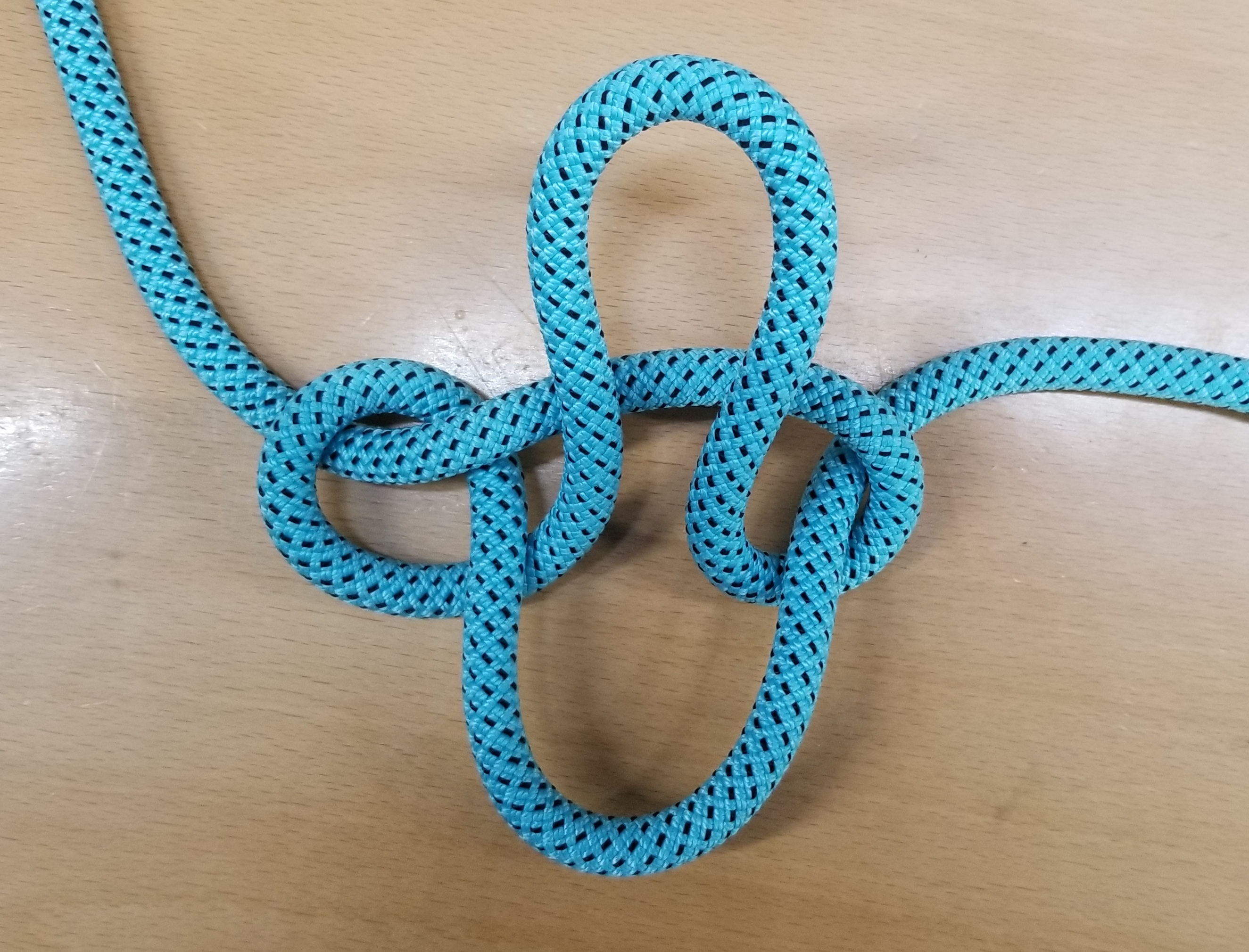
2. Вытянуть середину петлёй из колышки.
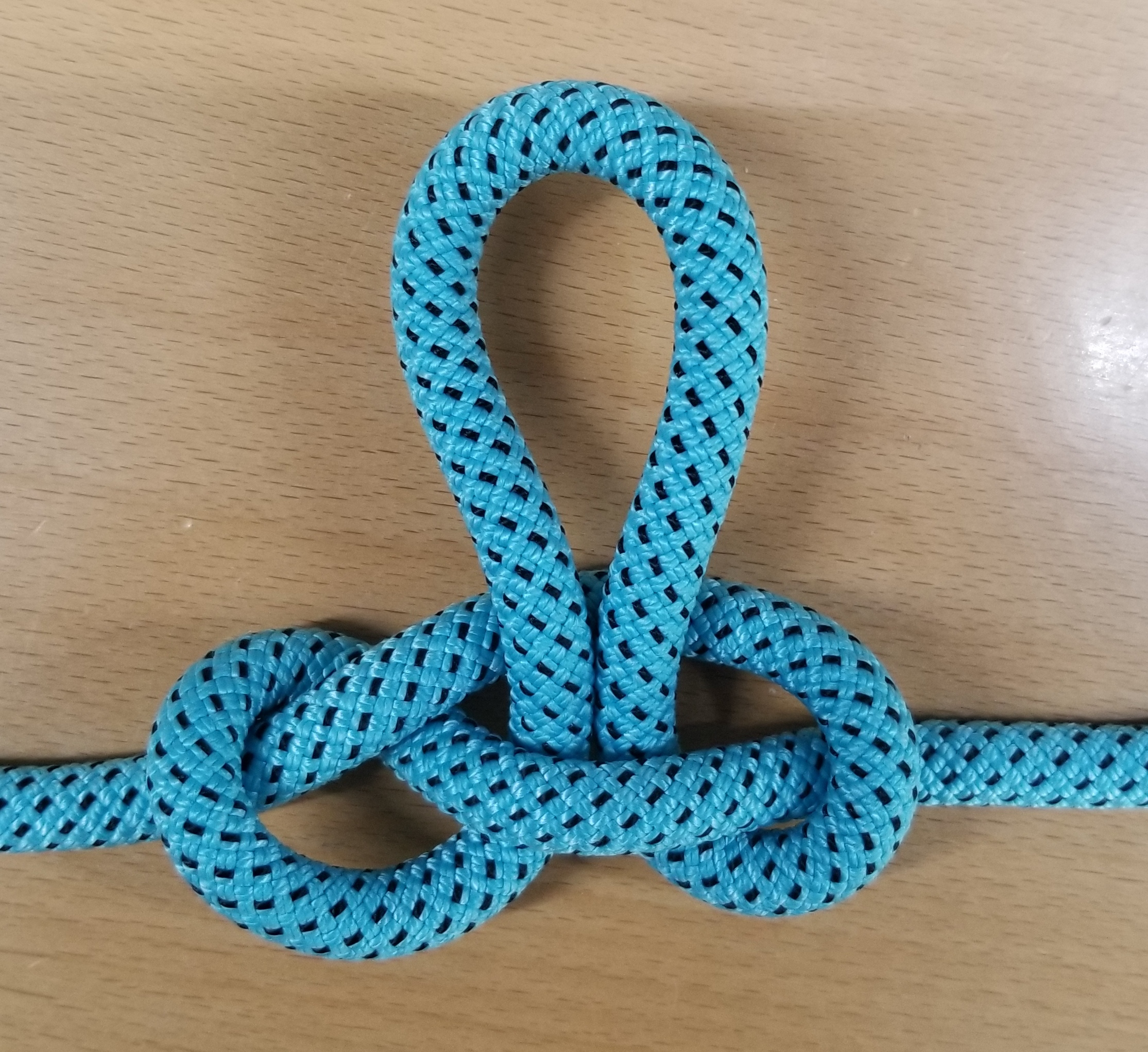
3. Затянуть[27].

## Признаки
Плюсы
- Возможно быстро завязать

Минусы
- Узел скользит[28][29]

## Применение
В быту
- Для создания петель на середине троса при буксировке людьми[30]
- Для создания верёвочной лестницы

В рыбной ловле
- Применяют рыболовы для подвязывания поводка